# Floresta de algas

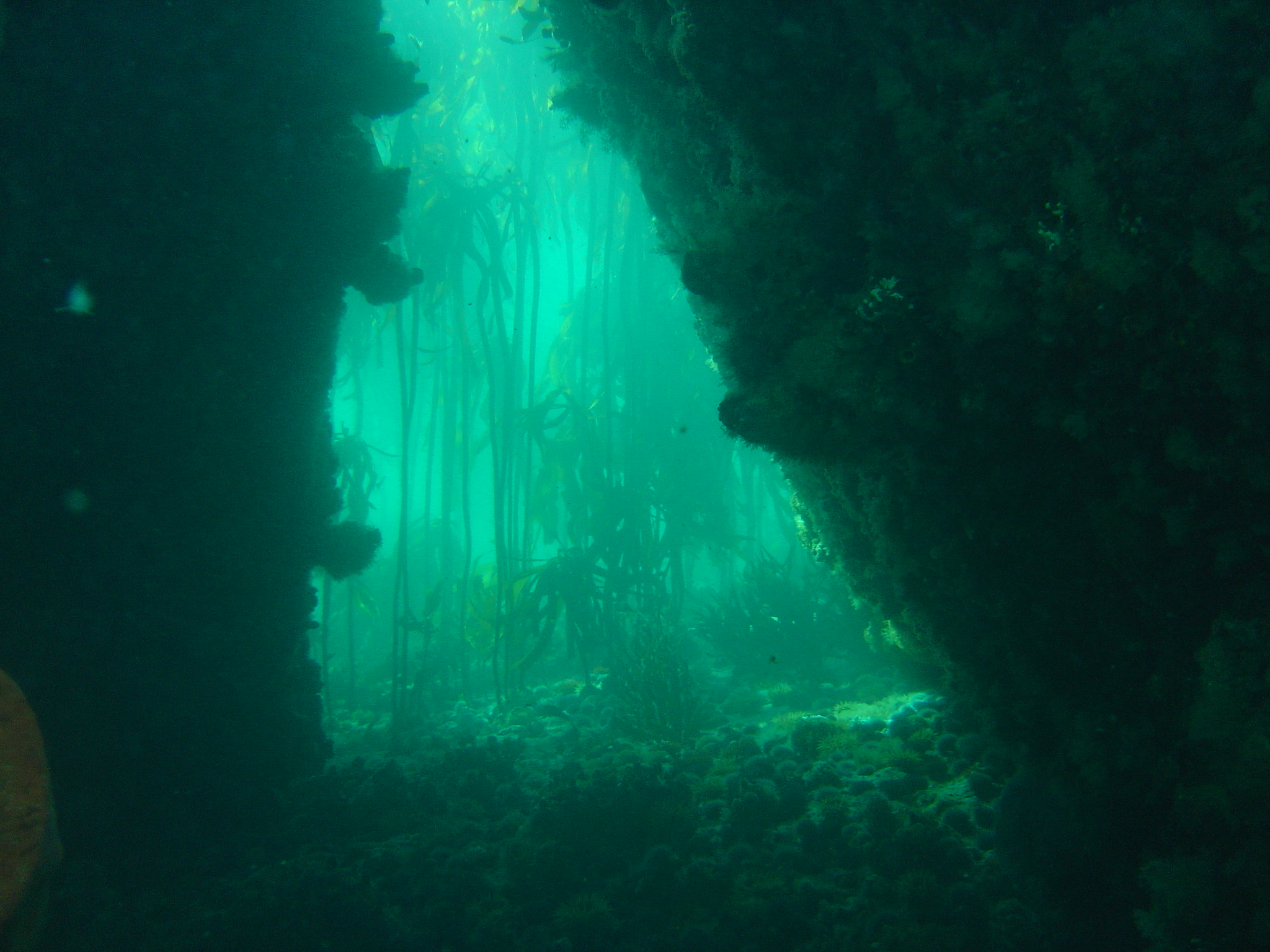
Floresta de kelp.

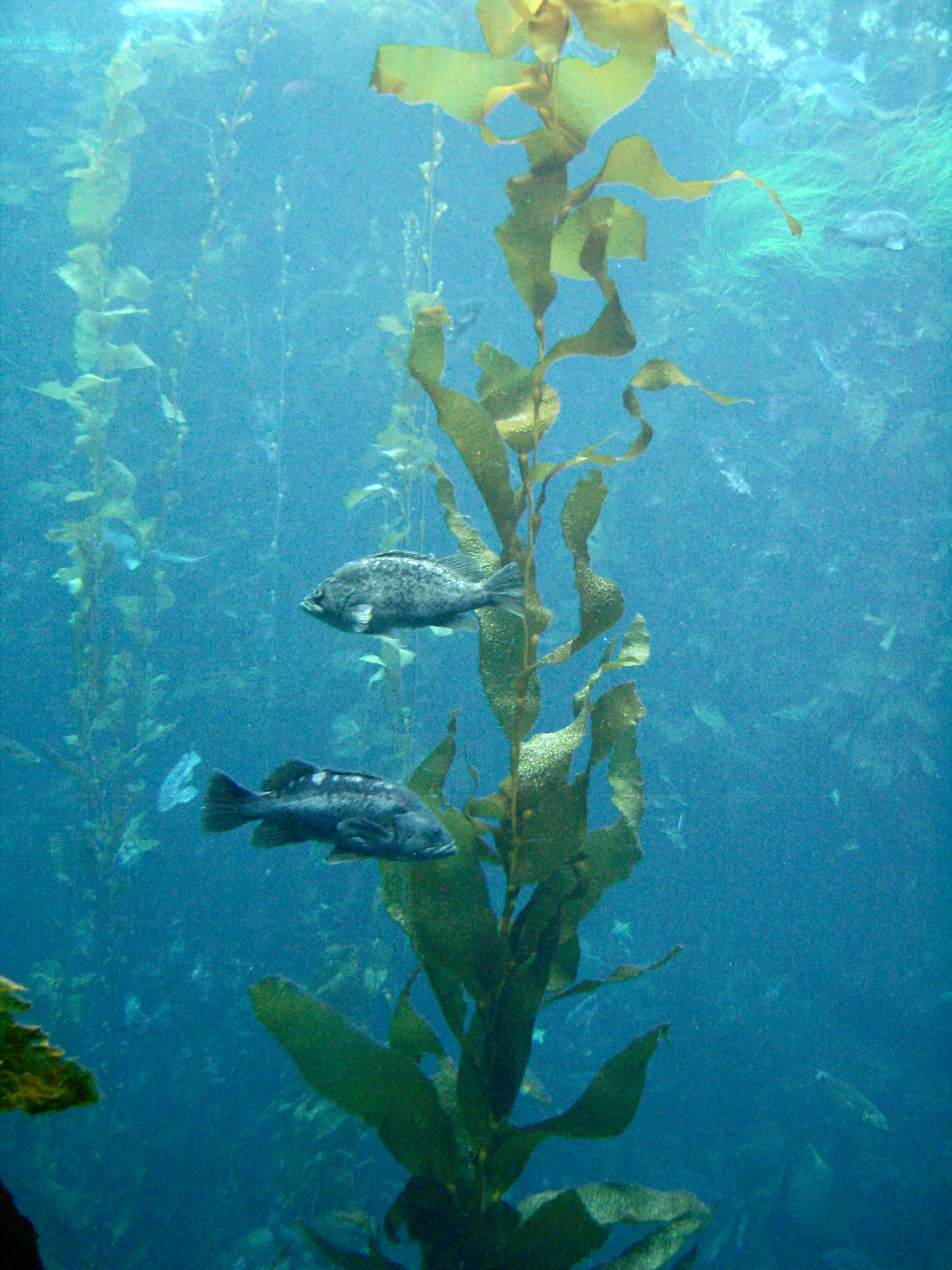
Bodiões da família Sebastidae a nadar em torno de uma fronde de Macrocystis pyrifera.

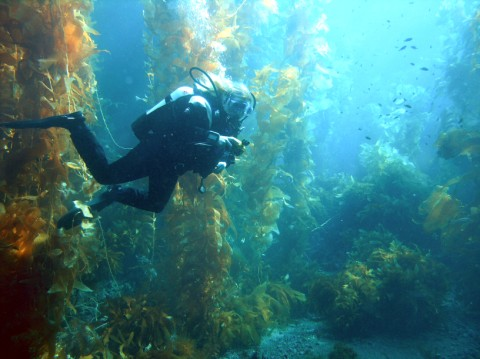
Um mergulhador no interior de uma floresta de algas (costa da Califórnia).

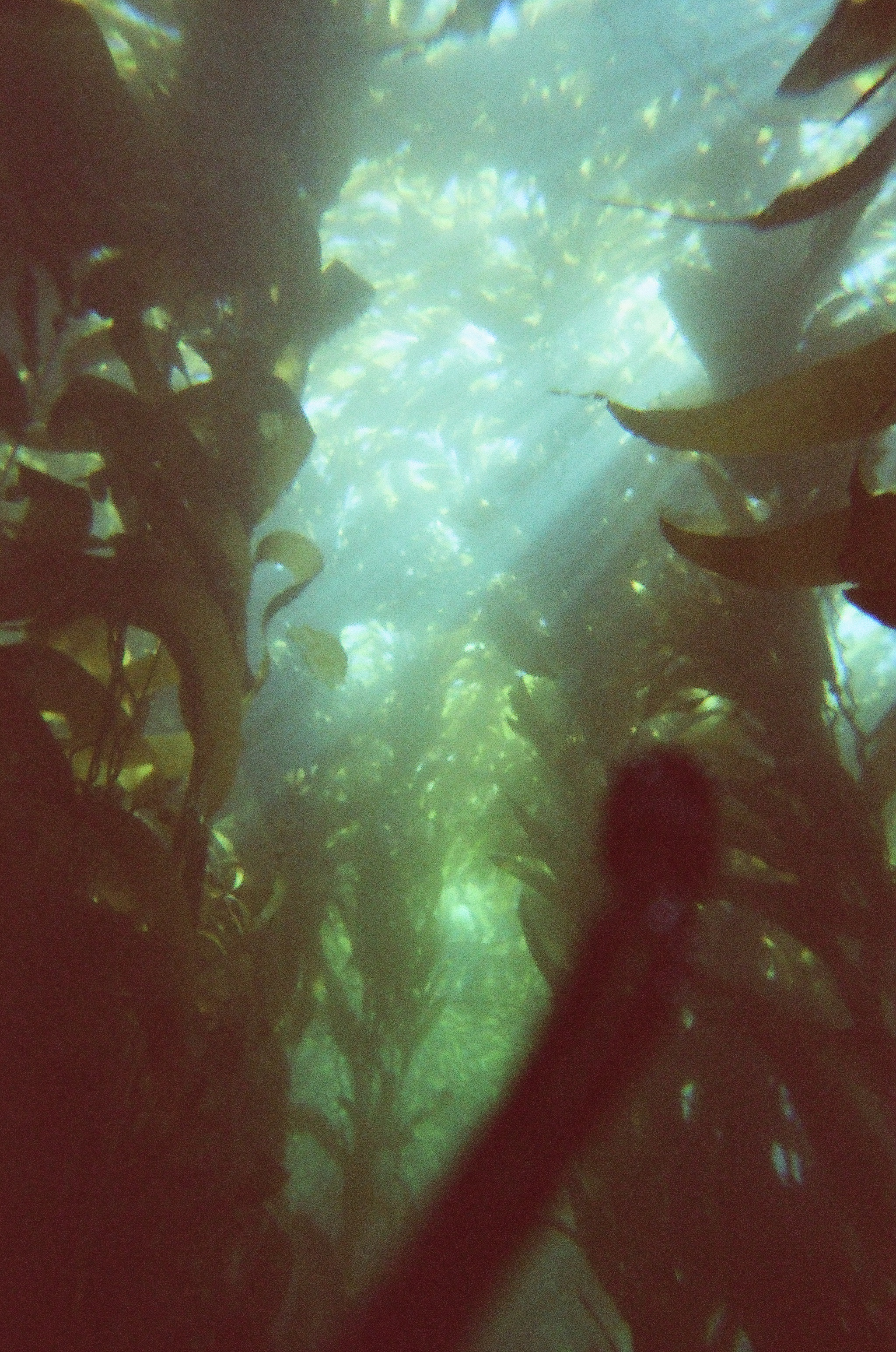
Uma floresta de kelp na costa da ilha de Anacapa, Califórnia.

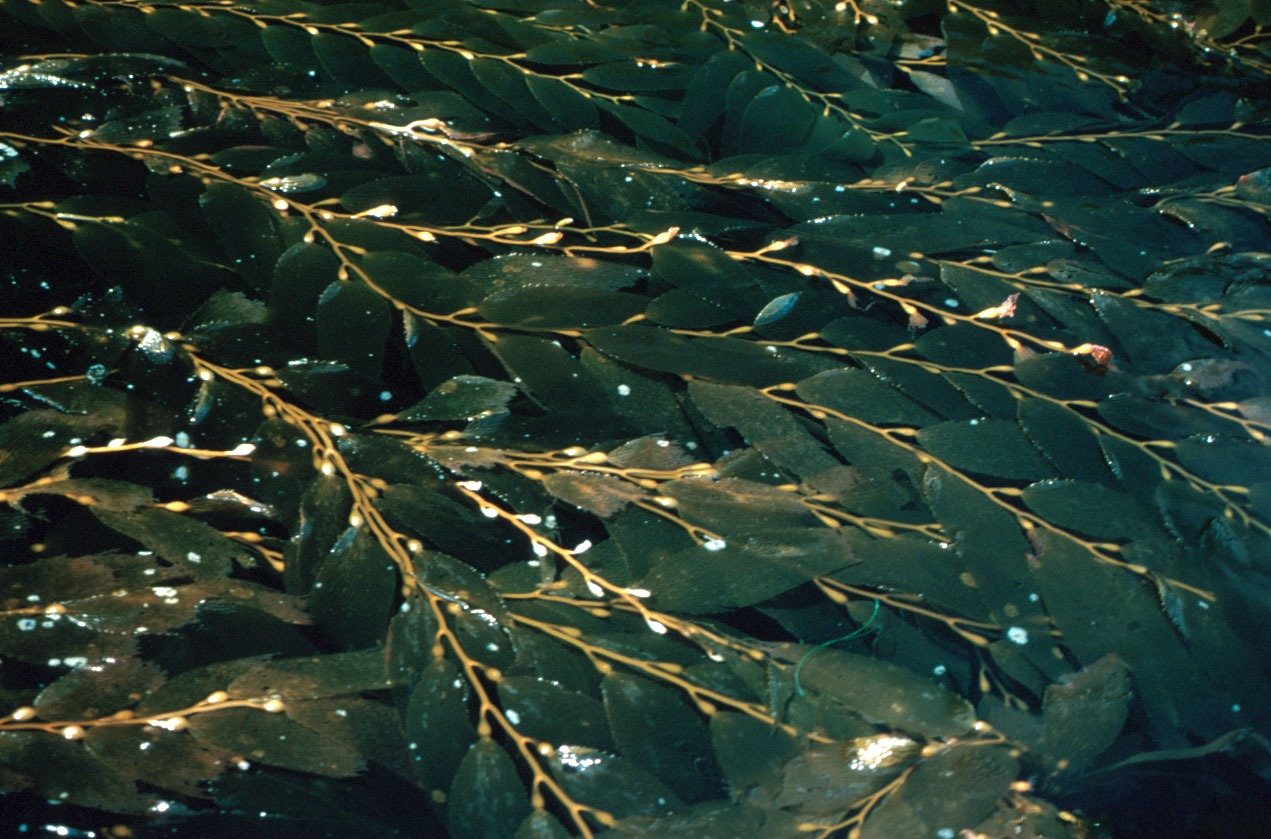
As algas do género Macrocystis usam vesículas cheias de gás (pneumatocistos) para manter os talos erectos permitindo que as lâminas se aproximem da superfície para optimizar a exposição à luz solar e tornar mais eficiente a fotossíntese.

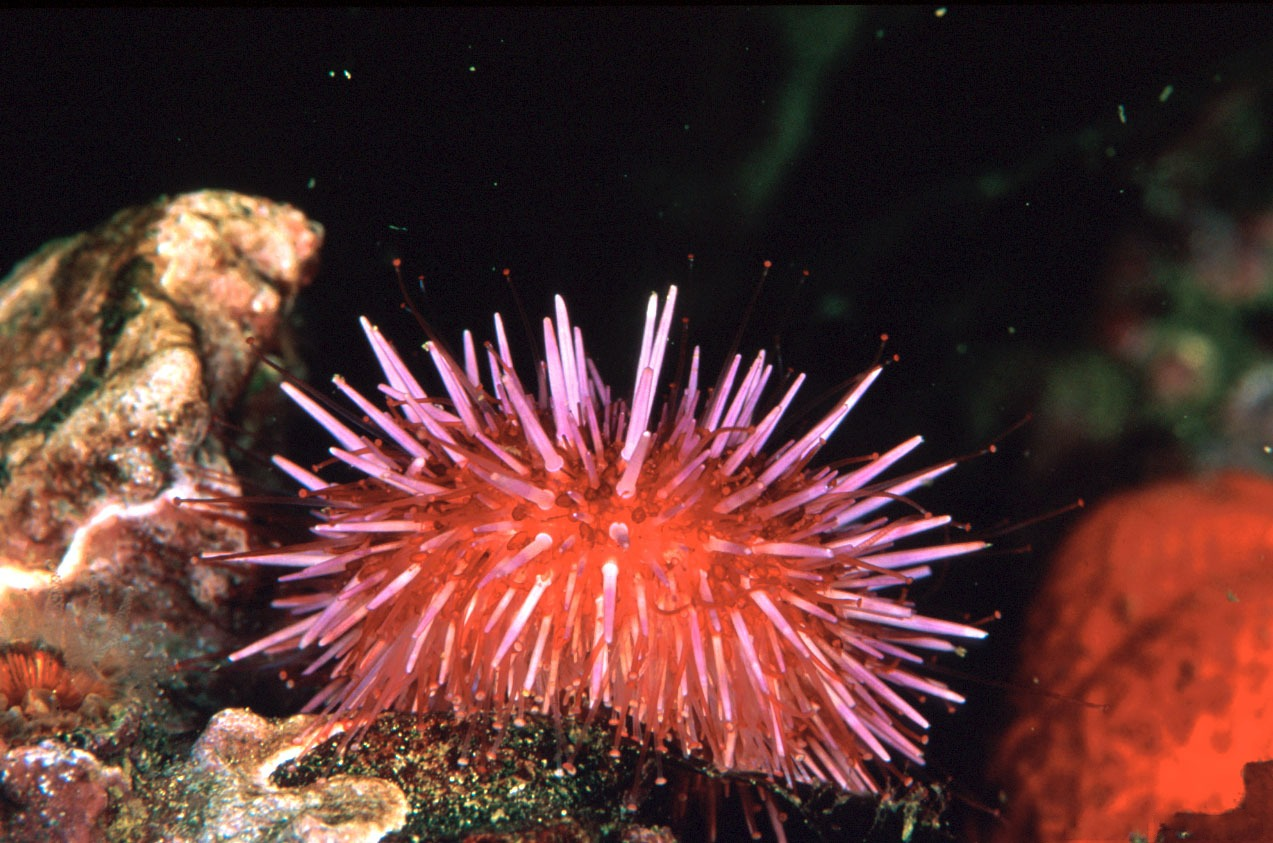
Ouriços-do-mar, como este da espécie Strongylocentrotus purpuratus, podem danificar severamente as florestas de algas ao roer os rizoides que fixam as macroalgas ao substrato.

Uma lontra-marinha, um importante predador de ouriços-do-mar.

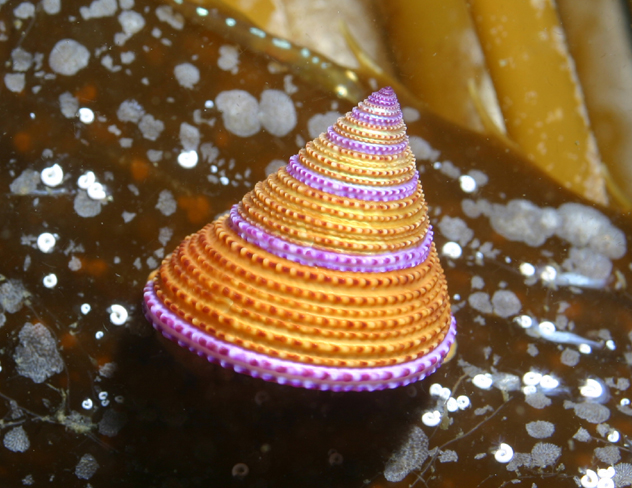
Um búzio da espécie Calliostoma annulatum a pastar sobre uma fronde de kelp.

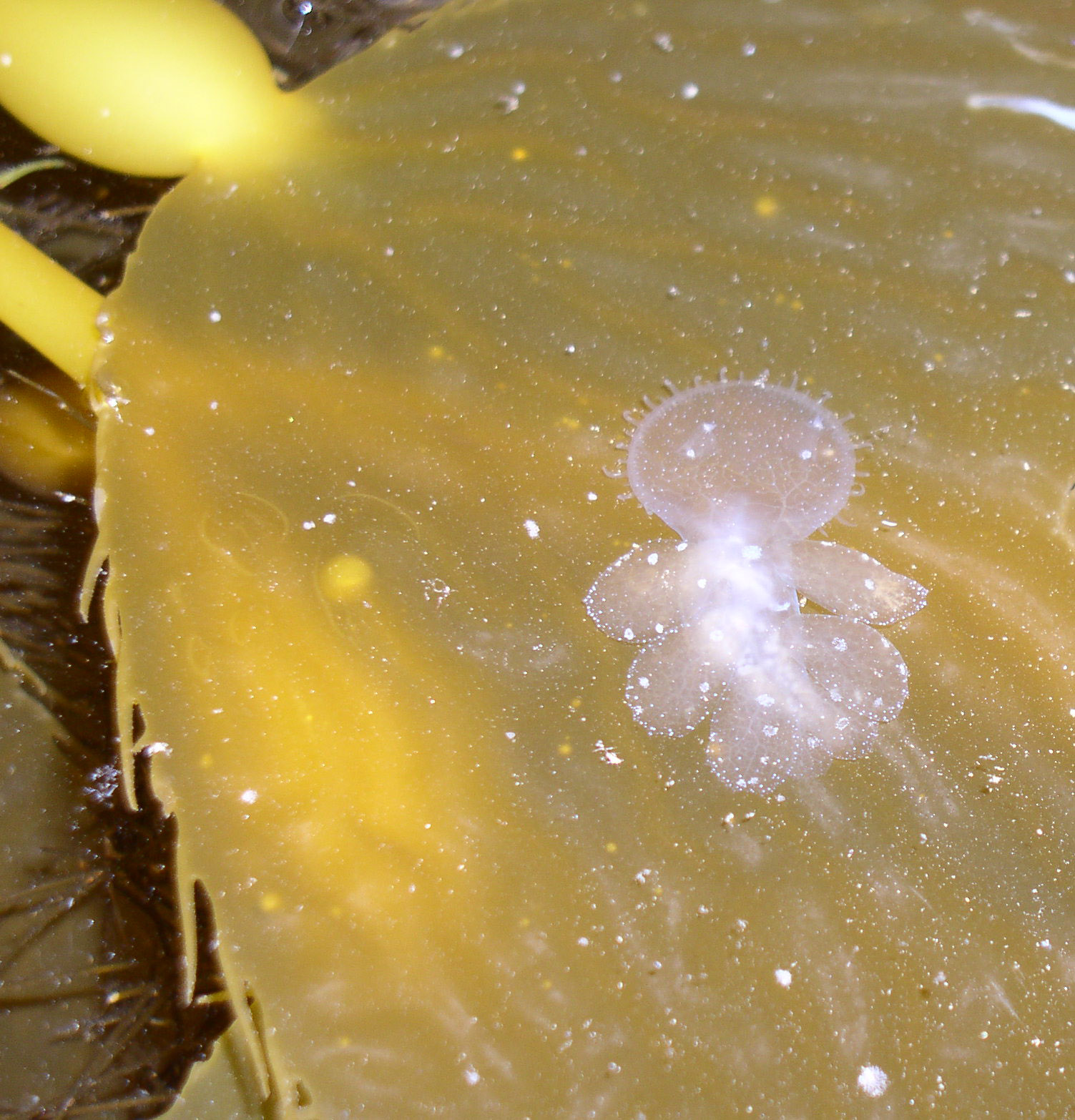
O nudibrânquio Melibe leonina sobre uma fronde de Macrocystis (Califórnia).

Floresta de algas (também floresta de kelp ou bosque submarino) são comunidades submarinas com alta densidade de macroalgas (na sua maior parte da ordem Laminariales) que ocorrem em extensa áreas da zona nerítica (eufótica) ao longo das costas continentais em regiões de águas frias e abundantes em nutrientes. Consideradas como um dos mais ricos e dinâmicos ecossistemas da Terra, estas florestas de grandes algas cobrem cerca de 25% das zonas de fundos eufóticos das regiões oceânicas costeiras temperadas e subpolares, mas em 2007 também foram encontradas florestas de algas em águas tropicais das costas do Equador. Áreas isoladas de macroalgas ancoradas ao fundo são designadas por bancos de algas ou bancos de kelp.

## Descrição
As florestas de algas são fisicamente constituídas por densas populações de macroalgas marinhas, na sua vasta maioria pertencentes à ordem Laminariales da classe Phaeophyceae (as algas castanhas), as quais fornecem um habitat único para um conjunto alargado de organismos marinhos pertencentes aos mais diversos filos.
A elevada biodiversidade destes ecossistemas e a diversidade de nichos ecológicos por eles criada, são uma importante fonte para a compreensão de muitos processos ecológicos globais, razão pela qual desde meados do século passado estas florestas submarinas têm sido o foco de uma intensa investigação, particularmente no estudo da ecologia trófica, e continuam a fornecer conhecimentos importantes que são relevantes para além desse ecossistema único. Por exemplo, as florestas de algas podem influenciar os padrões oceanográficos costeiros, nomeadamente a intensidade das correntes, e fornecer muitos serviços ecossistémicos específicos.
No entanto, a influência humana muitas vezes contribuiu para a degradação das floresta de algas, sendo particularmente preocupantes os efeitos da sobrepesca sobre os ecossistemas costeiros próximos do litoral, que podem libertar os herbívoros da sua regulação populacional normal, com o consequente sobrepastoreio das algas que constituem as florestas ou bancos.
O sobrepastoreio pode resultar na rápida transição para zonas áridas, despojadas de algas, especialmente quando estejam presentes grandes populações de ouriços do mar, onde relativamente poucas espécies persistem. A destruição, por equinodermes, das florestas de algas e de fanerogâmicas marinhas em resultado de desequilíbrios populacionais induzidos pela pesca é uma das grandes ameaças à sustentabilidade das florestas de algas. A implementação de áreas marinhas protegidas é uma estratégia de gestão útil para abordar essas questões, uma vez que pode limitar os impactes da pesca e proteger o ecossistema dos efeitos conjugados de outros factores ambientais indutores de pressões ecológicas.

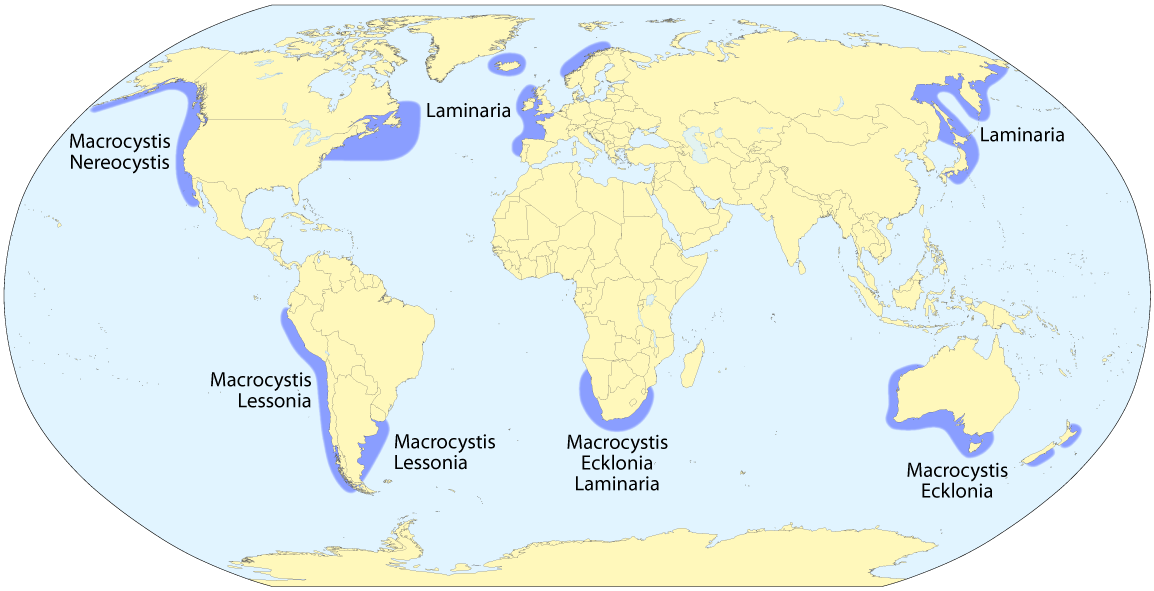
Distribuição global das florestas de algas (com indicação dos géneros dominantes em cada região).

As algas gigantes (os kelps) estão associados principalmente às águas temperadas e árcticas. Entre os géneros de macroalgas dominantes, Laminaria está principalmente associada aos dois lados do Atlântico Norte e às costas da China e Japão; Ecklonia ocorre nas costas do sul da Austrália, Nova Zelândia e África do Sul; e Macrocystis é dominante em todo o nordeste e sueste do Oceano Pacífico e nos arquipélagos do Oceano Pacífico, ocorrendo também nas costas da Austrália, Nova Zelândia e África do Sul. A região com maior diversidade de kelps (mais de 20 espécies distintas) é o Pacífico Nordeste, desde o norte de San Francisco (Califórnia), até às ilhas Aleutas, no Alasca.
Embora das grandes florestas de algas serem desconhecidas nas águas tropicais de superfície, sabe-se que algumas espécies de Laminaria ocorrem exclusivamente em águas profundas tropicais, no limite inferior da zona eufótica. Acredita-se que esta ausência generalizada das grandes macroalgas marinhas nos trópicos se deve principalmente a níveis insuficientes de nutrientes associados às águas mornas e oligotróficas prevalecentes nas zonas costeiras daquelas regiões.
Um estudo que sobrepôs espacialmente os parâmetros físicos necessários para a presença de macroalgas ao padrão de distribuição das condições oceanográficas médias e produziu um modelo que prevê a existência de kelps de subsuperfície nos trópicos até profundidades de 200 m. Numa vasta região onde essas condições se verificam, em torno das ilhas Galápagos, o modelo local foi refinado com dados em escala mais densa e testado, tendo os investigadores encontrado prósperas florestas de algas em todos os oito locais amostrados, todos previstos pelo modelo. Essa constatação permite a validação desta abordagem e vem confirmar que o factor limitante à formação de florestas de algas nos trópicos e subtrópicos é a disponibilidade de nutrientes na coluna de água da região nerítica. Isso sugere que o modelo global de distribuição com base nesses factores físico-químicos pode realmente ser bastante preciso e, nesse caso, as florestas de algas podem ser prolíficas em águas tropicais subsuperficiais em todo o mundo. A importância dessa contribuição foi rapidamente reconhecida dentro a comunidade científica e levou a uma trajectória inteiramente diferente na procura por florestas de algas, enfatizando particularmente o potencial de um refúgio espacial contra as mudanças climáticas, ao mesmo tempo que contribui para o entendimento dos padrões evolutivos de kelps em todo o mundo.

## Formações dekelp
O termo kelp refere-se a formações submarinas de grandes macroalgas pertencentes à ordem Laminariales (presentemente no filo Heterokontophyta). Embora não seja considerada uma ordem taxonomicamente muito biodiversa, os kelps são altamente diversos em termos estruturais e funcionais. As espécies mais amplamente conhecidas são os kelps gigantes (género Macrocystis), embora numerosos outros géneros, como Laminaria, Ecklonia, Lessonia, Alaria e Eisenia, contribuam para a formação das florestas de algas.
Uma grande variedade de vida marinha utiliza as florestas de algas para protecção ou alimento, incluindo múltiplas espécies de peixes. Nas florestas de algas do Pacífico Nordeste, estas florestas abrigam uma diversificada fauna, com destaque para os bodiões da família Sebastidae e muitos invertebrados, como anfípodes, camarões, búzios, poliquetas e ofiuroides. Vários mamíferos marinhos e aves também dependem destes ecossistemas, incluindo focas, leões-marinhos, baleias, lontras-marinhas, gaivotas, andorinhas-do-mar, garça-branca (Egretta thula), garça-azul (Ardea herodias) e corvos-marinhos, bem como bem como algumas aves costeiras que se alimentam das algas arrojadas nas praias.
Estas macroalgas são frequentemente consideradas como espécies construtoras de ecossistemas, por vezes designadas por organismos engenheiros de ecossistemas, fornecendo um substrato físico que resulta em nichos ecológicos diversificados e habitats para as comunidades específicas das florestais de algas. Nas algas (reino Protista), o corpo de um organismo individual é conhecido como um talo e não como uma planta (reino Plantae). A estrutura morfológica de um talo de kelp é definida por três unidades estruturais básicas:
- O rizoide (ou crampon), uma massa semelhante a uma raiz que ancora o talo ao substrato (o fundo do mar), que embora, ao contrário das raízes verdadeiras, não é responsável por absorver e fornecer nutrientes para o restante talo.
- O estipe, análogo a um caule de planta, estendendo-se verticalmente a partir do ponto de fixação e fornecendo uma estrutura de suporte para as outras estruturas anatómicas da alga.
- As lâminas, formando as frondes, são estruturas análogas ao limbo das folhas das plantas, que se estendem a partir do estipe, por vezes ao longo de todo o seu comprimento, e são as estruturas de captação de nutrientes e de actividade fotossintética.

Além disso, muitas espécies de macroalgas apresentam pneumatocistos, vesículas cheias de gás (maioritariamente monóxido de carbono), geralmente localizadas na base das lâminas, próximo da sua inserção no estipe. Essas estruturas fornecem a flutuabilidade necessária para as algas manterem uma posição vertical na coluna de água.
Os factores ambientais necessários para a sobrevivência das macroalgas incluem a disponibilidade de um substrato duro (geralmente rocha ou areia), grande disponibilidade de nutrientes (entre os quais azoto assimilável e fósforo) e de radiação solar (dose mínima anual de irradiância Ee > 50 Wm−2).
As florestas de algas especialmente produtivas tendem a ocorrer associadas a áreas de ressurgência oceânica significativa, um processo de circulação oceânica que fornece água fria e rica em nutrientes carreados desde às águas de profundidade à camada superficial de mistura. O fluxo de água e a turbulência facilitam a assimilação de nutrientes através das frondes das algas que se prolongam ao longo da coluna de água e são por ela constantemente agitadas. A transparência das águas determina a profundidade até onde pode ser transmitida luz suficiente para manter a fotossíntese, fixando por essa via a profundidade máxima de ancoragem das macroalgas.
Em condições ideais, as  algas gigantes do género Macrocystis podem crescer de 30 a 60 cm na vertical por dia. Algumas algas, como as do género Nereocystis, são anuais, enquanto outras, como as do género Eisenia, são perenes, vivendo por mais de 20 anos. Nas florestas de algas perenes, as taxas máximas de crescimento ocorrem durante os meses de máxima ressurgência (normalmente coincidentes com a primavera e o verão) e a senescência ocorre durante os períodos de disponibilidade reduzida de nutrientes, fotoperíodos mais curtos e maior frequência de tempestades.

## Estrutura das florestas de algas
A arquitectura de um ecossistema florestal de algas é baseada na sua estrutura física, a qual influencia as espécies que ocorrem em cada nicho ecológico e definem a sua estrutura comunitária, fixando as associações ecológicas que se desenvolvem em cada habitat. Estruturalmente, o ecossistema inclui três associações de macroalgas e duas associações ocupadas por outras algas:
- As macroalgas da canópia (ou de dossel) — grupo que inclui as espécies maiores, as quais geralmente constituem canópias flutuantes que se estendem à superfície do oceano ou próximo dela (por exemplo, Macrocystis e Alaria);
- As macroaglas estipitadas — grupo que geralmente se estende por alguns metros acima do fundo do mar, incluindo macroalgas que  podem crescer em agregações densas (por exemplo, Eisenia e Ecklonia);
- Os kelps prostrados — grupo formado por algas sem pneumatocistos que se acumula perto ou prostrado ao longo do fundo do mar (por exemplo, Laminaria);
- A comunidade bêntica — composta por outras espécies de algas (por exemplo, grupos funcionais de algas filamentosas, foliosas ou algas coralinas geniculadas) e organismos sésseis fixos ao longo do fundo do oceano;
- Algas coralinas incrustantes — grupo que recobre directa, e frequentemente de forma extensiva, o substrato geológico, formando camadas crustosas sobra ele.

Múltiplas espécies de algas coexistem dentro de uma floresta de algas; o termo copa do sub-bosque (ou canópia secundária) refere-se às macroalgas estipitadas e prostradas que formam uma segunda camada abaixo da canópia principal do bosque submarino (que geralmente está próxima da superfície). Por exemplo, uma canópia de Macrocystis pode-se estender muitos metros acima do fundo do mar em direcção à superfície do oceano, enquanto um sub-bosque de kelp dos géneros Eisenia ou Pterygophora alcança apenas alguns metros acima do substrato. Sob esses kelps, pode ocorrer um agrupamento bentónico de algas vermelhas foliosas recobrindo o fundo. A densa infraestrutura vertical com a canópia (ou dossel) sobrejacente forma um sistema de microambientes (ou seja de nichos ecológicos) semelhante ao observado nas florestas terrestres, com um andar ensolarado do na canópia, um intermédio parcialmente sombreado e um fundo fortemente ensombrado.
Cada associação ecológica (ou guilda) agrega um conjunto diversificado de organismos que variam nos seus níveis de dependência em relação às características do habitat, com uma estrutura ecológica, populacional e diversidade de espécies que varia em função da morfologia das algas.
Por exemplo, nas costa da Califórnia, nas florestas de Macrocystis pyrifera, o nudibrânquio Melibe leonina e o camarão Caprella californica ocorrem intimamente associados à canópia principal, ou seja às coberturas de superfície. Por seu lado, os bodiões do género Sebastes, a espécie Brachyistius frenatus, entre muitos outros peixes, ocorrem preferencialmente no sub-bosque estipitado, nadando entre os estipes das algas os quais são mantidos erectos por acção dos pneumatocistos. Várias espécies de ofiuróides e de moluscos, com destaque para os gastrópodes do género Tegula, estão intimamente associados às macroalgas marinhas, enquanto vários herbívoros, entre os quais várias espécies de ouriços-do-mar e de abalones (Haliotidae), vivem sob os kelps prostrados. Muitas estrelas-do-mar, hidróides e peixes vivem entre as comunidades de algas bênticas, enquanto as algas coralinas encrustantes servem de abrigo a corais solitários e a vários gastrópodes e equinodermes. Além disso, várias espécies de peixes pelágicos e de mamíferos marinhos estão associados às florestas de algas, geralmente interagindo perto dos bordos enquanto os visitam para se alimentarem dos organismos residentes.

## Estrutura trófica
Estudos clássicos sobre a ecologia das florestas de algas têm revelado importantes aspectos das interacções tróficas (as relações entre os organismos e as suas redes alimentares) nesses ecossistemas, particularmente no entendimento dos processos de controlo trófico de cima para baixo (top-down). Os processos de controlo trófico de baixo para cima (bottom-up) são geralmente determinadas pelas condições abióticas necessárias para o crescimento dos produtores primários, como disponibilidade de luz e nutrientes, e a subsequente transferência de energia para os consumidores em níveis tróficos mais elevados. Por exemplo, a ocorrência de algas é frequentemente correlacionada com a existência local de ressurgência oceanográfica capaz de manter concentrações elevadas de nutrientes no ambiente.
Os processos de controlo de baixo para cima (bottom-up) assentam em elevadas concentrações de nutrientes que favorecem o crescimento das populações de macroalgas, atingindo níveis de biomassa que permitem o subsequente suporte de comunidades de herbívoros, os quais por sua vez suportam os consumidores nos níveis mais elevados da cadeia trófica.
Em contraste, nos processos de controlo de cima para baixo (top-down), os predadores limitam a biomassa das espécies que ocupam os níveis tróficos mais baixos através do consumo. Na ausência de predação, as espécies que ocupam o nível inferior florescem porque os recursos que sustentam suas necessidades energéticas não são limitantes em resultado do continuado aporte de nutrientes trazidos pelo upwelling.
Num exemplo bem estudado das florestas de algas do Alasca, a população de lontras marinhas (Enhydra lutris) controla as populações de ouriços-do-mar herbívoros através da predação: quando as lontras marinhas são removidas do ecossistema (por exemplo, pela exploração humana), as populações de ouriços ficam livres do controlo predatório e crescem para níveis que conduzem ao aumento excessivo da pressão destes herbívoros sobre as algas, provocando o colapso da população destas. Em consequência, a deterioração da população de algas resulta na perda da estrutura física do ecossistema e, posteriormente, na perda de outras espécies associadas ao habitat, desencadeando um ciclo de retroacção que por sua vez limita as populações de herbívoros. Nestas florestas de algas do Alasca, as lontras-marinhas são as espécies-chave que medeiam esta cascata trófica e asseguram a sustentabilidade global do ecossistema.
Nas águas costeiras do sul da Califórnia, as florestas de algas persistem na ausência de lontras marinhas sendo o controle das populações de ouriços herbívoros mediado por um conjunto de predadores que inclui lagostas e grandes peixes grandes, com destaque para a espécie Semicossyphus pulcher, um bodião (Labridae) de grandes dimensões. O efeito da remoção de uma espécie predadora neste ecossistema difere do que ocorre no Alasca porque existe razoável redundância nos níveis tróficos imediatos e outras espécies predadoras podem continuar a regular a população de ouriços. No entanto, a remoção de vários predadores pode efectivamente libertar os ouriços da pressão da predação e permitir que o sistema siga trajectórias que conduzam à degradação da floresta de algas.
Exemplos similares de regulação ecológica são conhecidos nas florestas de algas da Nova Scotia, África do Sul, Austrália e Chile. A importância relativa do controlo trófico descendente (de cima para baixo) em relação ao controlo ascendente (de baixo para cima) nas floresta de algas e os pontos fortes das interacções tróficas nesses ecossistemas continuam sendo objecto de considerável investigação científica.
A transição de florestas de macroalgas (i.e. florestas de kelp) para paisagens submarinas desnudadas e improdutivas dominadas por ouriços-do-mar (que na literatura em língua inglesa aparecem designadas por «urchin barrens») é um fenómeno generalizado, frequentemente resultante da acção de cascatas tróficas como as descritas atrás, em que as duas fases (floresta de algas e «urchin barren») são consideradas como estados estáveis alternantes do ecossistema.
A recuperação das florestas de algas marinhas a partir de estados áridos já foi bem documentada após perturbações dramáticas, como doenças que levaram a uma acentuada diminuição das populações de ouriço ou grandes mudanças nas condições térmicas das águas. A recuperação a partir de estados intermediários de deterioração (que não são em si estáveis) é menos previsível e depende de uma combinação de factores abióticos e interacções bióticas diferente em cada caso, mais difícil de documentar.
Embora os ouriços-do-mar sejam geralmente os herbívoros dominantes nestes ecossistemas, outros grupos com força de interacção significativa na manutenção do ecossistemas incluem as estrelas-do-mar (predadoras dos ouriços), alguns grupos de isópodes, caranguejos das algas e algumas espécies de peixes herbívoros.
Em muitos casos, os organismos que se alimentam das macroalgas são na verdade detritívoros que se alimentam de kelp que foi arrancado do substrato e fica à deriva perto do fundo do oceano, em vez de gastar energia procurando talos intactos nos quais se alimentar. Quando existem suficientes pedaços de algas à deriva, os herbívoros não exercem pressão directa sobre as algas que se encontram fixas ao substrato; quando a disponibilidade de material à deriva diminui, os herbívoros passam a afectar directamente a estrutura física do ecossistema. Vários estudos realizados nas águas da costa do sul da Califórnia demonstraram que a disponibilidade de materal algal à deriva influencia especificamente o comportamento de forrageamento dos ouriços-do-mar.
A presença de biomassa das macroalgas à deriva ou arrojada pelo mar sobre o litoral, e em particular a quantidade de material particulado derivado das macroalgas que se encontre em suspensão também são importantes para aumentar a disponibilidade alimentar nos habitats adjacentes, como seja nas praias de areia, nos lodos e as formações rochosas da zona entremarés.

— «I can only compare these great aquatic forests [...] with the terrestrial ones in the intertropical regions. Yet if in any country a forest was destroyed, I do not believe so nearly so many species of animals would perish as would here, from the destruction of kelp. Amidst the leaves of this plant numerous species of fish live, which nowhere else could find food or shelter; with their destruction the many cormorants and other fishing birds, the otters, seals and porpoise, would soon perish also; and lastly, the Fuegian[s]...would...decrease in numbers and perhaps cease to exist».

— «Só posso comparar estas grandes florestas aquáticas [...] com as terrestres das regiões intertropicais. No entanto, se em algum país uma dessas florestas fosse destruída, não acredito que tantas espécies de animais perecessem como aqui ocorreria com a destruição do kelp. Entre as folhas desta planta vivem numerosas espécies de peixes, que em nenhum outro lugar poderiam encontrar alimento ou abrigo; com a destruição deles, muitos corvos-marinhos e outras aves piscatórias, lontras, focas e toninhas também logo pereceriam; e finalmente, os fuegianos [...] diminuiriam em número e talvez deixassem de existir.»

– Charles Darwin, 1 de Junho de 1834, Tierra del Fuego, Chile

## Dinâmica dos bancos de algas
Outra área importante da do conhecimento da dinâmica das florestas de algas é a compreensão dos padrões espaço-temporais que determinam a evolução dos banco de algas, entendendo-se como «banco» as manchas de maior densidade que em cada momento formam a florestas e as massas de macroalgas que ocorrem isoladas na paisagem submarina, geralmente na periferia de florestas de algas ou em áreas onde a floresta foi destruída ou se encontra em fase de instalação ou regeneração. A dinâmica de formação e desaparecimento desses bancos não apenas afecta a paisagem física, mas também afecta as espécies que se associam às macroalgas para actividades de refúgio ou forrageamento. As dinâmicas induzidas nestes bancos por distúrbios ambientais em larga escala ofereceram informações importantes sobre os mecanismos que governam a formação e desaparecimento dos bancos e sobre a resiliência destes ecossistema. Entre os distúrbios ambientais relevantes para estas dinâmicas conhecem-se os seguintes exemplos:
- Um conjunto de estudos sobre a dinâmica das florestas de algas das costas do sul da Califórnia demonstrou que eventos agudos e crónicos de poluição impactam as florestas de algas, embora a intensidade do impacto pareça depender tanto da natureza dos contaminantes quanto da duração da exposição.[48][49][50][51][52] Entre os eventos de poluição que foram determinados como relevantes inclui-se a deposição de sedimentos e a eutrofização resultante da descarga de esgotos, a descarga de águas contendo subprodutos industriais e contaminantes como PCB's e metais pesados (por exemplo, cobre e zinco, ambos algicidas em baixas concentrações), o escoamento de organofosforados de áreas agrícolas, a descarga de produtos químicos usados em portos e marinas como anti-incrustantes (por exemplo, TBT e creosote) e patógenos terrestres como as bactérias coliformes fecais.
- As grandes tempestades podem remover a canópia das florestas de algas que se encontram próximas da superfície através da acção das ondas, mas geralmente deixam intactos os macroalgas do sub-bosque; a agitação do mar também pode remover os ouriços-do-mar quando haja pouco refúgio espacial.[36][41] A formação de clareiras intercaladas na canópia cria um mosaico de paisagem marinha, onde a luz do sol penetra mais fundo na floresta de algas, o que permite que espécies que normalmente são limitadas pela redução da luz no sub-bosque podem florescer. Da mesma forma, o substrato limpo da acumulação de algas, pode fornecer espaço para outras espécies sésseis se estabelecerem e ocuparem o fundo do mar, por vezes competindo directamente com as macroalgas juvenis e até inibindo a sua fixação ao substrato.[53]
- Os eventos de El Niño-Southern Oscillation (ENSO), que causam a depressão das termoclinas em vastas regiões do oceano, conduzem ao aumento da temperatura das águas e a severas reduções na disponibilização de nutrientes nas regiões costeiras afectadas, ao memo tempo que induzem importantes mudanças no padrão de ocorrência de tempestades.[36][54] As pressões causadas pelo aumento de temperatura das água quente e pelo esgotamento de nutrientes pode aumentar a susceptibilidade das algas a danos causados pelas tempestades e pela acção dos herbívoros, por vezes até levando a mudanças de fase dando origem ao aparecimento de paisagens submarinas dominadas por ouriços-do-mar em que as macroalgas tendem a desaparecer.[39][42][55] Em geral, as condições oceanográficas locais (ou seja, a temperatura da água e direcção e intensidade das correntes) influenciam o sucesso do recrutamento de algas e dos seus concorrentes, o que afecta claramente as interacções subsequentes entre as espécies e a dinâmica da floresta de algas.[36][56]
- A pesca excessiva levando à redução das populações que ocupam níveis tróficos mais elevados que regulam naturalmente as populações de herbívoros também é reconhecida como um indutor de pressões importante nas florestas de algas.[7][32][57] Conforme descrito na secção anterior, os factores determinantes e os resultados das cascatas tróficas são importantes para a compreensão dos padrões espaço-temporais das florestas de algas.[24][25][30]

Além da monitorização ecológica das florestas de algas antes, durante e após sofrerem distúrbios, vários estudos tentaram desvendar os meandros da dinâmica da floresta de algas usando manipulações experimentais. Ao trabalhar em escalas espaço-temporais menores, esses estudos puderam controlar a presença ou ausência de factores bióticos e abióticos específicos para descobrir os mecanismos que os determinam. Por exemplo, no sul da Austrália, manipulações de tipo de canópia de algas demonstraram que a quantidade relativa da espécie Ecklonia radiata num dossel poderia ser usada para prever as associações ecológicas, e por consequência as espécies, que ocorrem o sub-bosque. Consequentemente, a proporção de Ecklonia radiata pode ser usado como um indicador de outras espécies que ocorrem no ecossistema.

## Uso humano

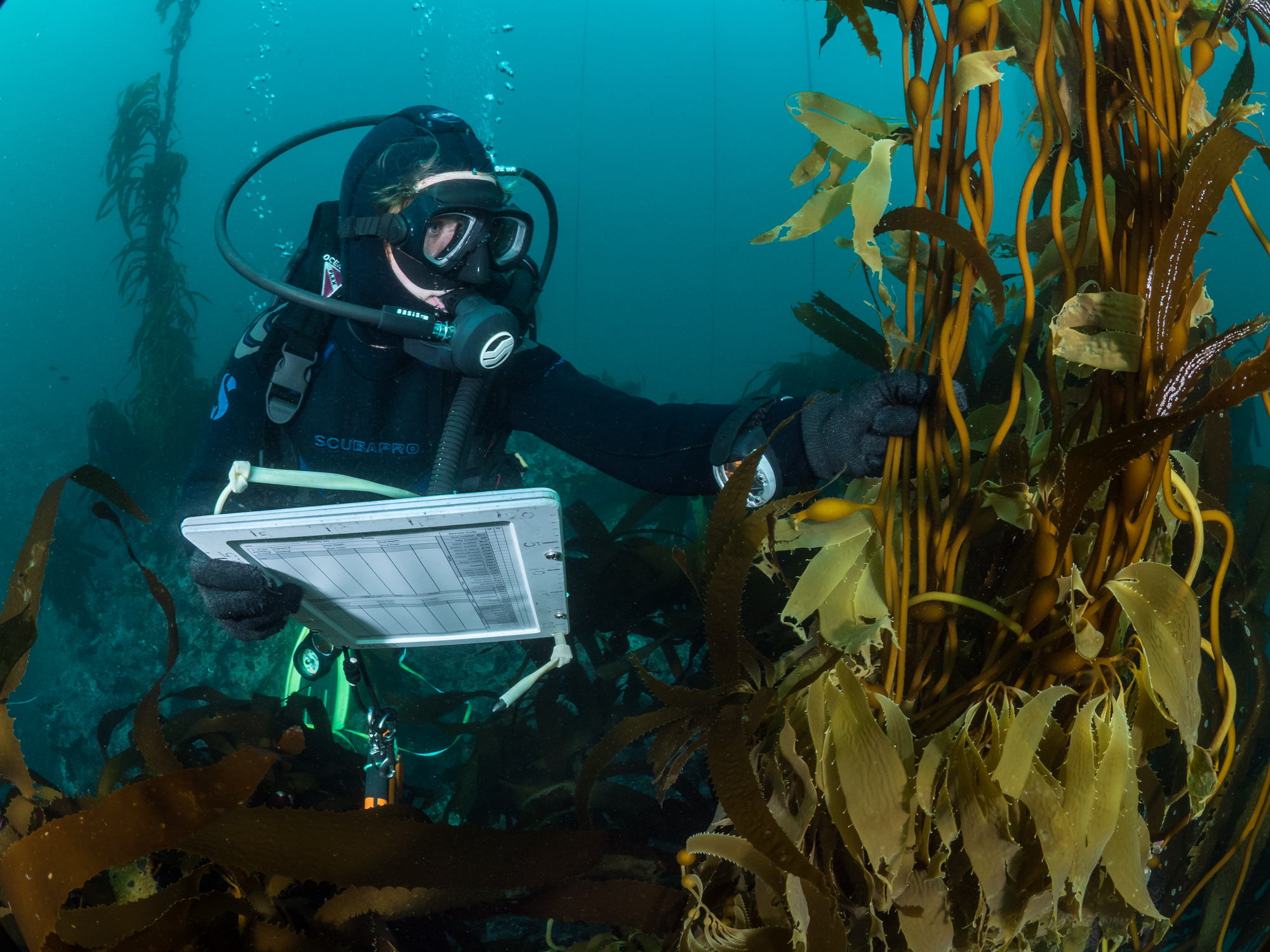
Um mergulhador registrando o crescimento de algas.

As florestas de algas são importantes para a existência humana há milhares de anos. Tem vindo a ganhar suporte a teoria que postula que a primeira colonização das Américas ocorreu devido ao avanço para leste e sueste das comunidades de pescadores que seguiram as florestas de algas do norte e nordeste do Pacífico durante a última era glacial. Esta teoria sustenta que as florestas de algas que se estenderiam do nordeste da Ásia até a costa americana do  Pacífico Nordeste teriam proporcionado importantes benefícios aos antigos velejadores. As florestas de algas teriam proporcionado muitas oportunidades de sustento, além de actuarem como um tipo de amortecedor da águas agitadas do mar aberto. Além desses benefícios, os defensores desta teoria acreditam que as florestas de algas podem ter ajudado os primeiros navegadores a orientarem-se, agindo como um tipo de "estrada de algas". Estes teóricos também sugerem que as florestas de algas teriam ajudado os primeiros colonos, fornecendo um modo de vida estável que os dispensou de se adaptarem a novos ecossistemas e desenvolver novos métodos de sobrevivência, mesmo tendo viajando milhares de quilómetros para além do seu habitat inicial.
Os modernos usos económicos assentam na captura de organismos associadas às macroalgas, como diversas espécies de lagosta e bodião. Outros usos passam pela recolha directa de algas para alimentar espécies criadas em aquicultura como o abalone, para extracção de ácido algínico, um composto usado em produtos como pasta dentífrica e preparados antiácidos.
As florestas de algas são valorizadas para actividades recreativas, como mergulho e os passeios em caiaque; as indústrias que apoiam esses desportos representam um benefício económico derivado daqueles ecossistemas e o gozo derivado dessas actividades representa outro. Todos esses usos são exemplos de serviços ecossistémicos prestados especificamente pelas florestas de algas.

## Ameaças e gestão
Dada a complexidade das florestas de algas, resultado da sua estrutura, geografia e interacções ecológicas variáveis, estes ecossistemas representam um desafio considerável em matéria de conservação da natureza. Mesmo a simples extrapolação de tendências bem conhecidas para o médio e longo prazo é difícil e incerta porque as interacções no interior ecossistema mudam sob condições variáveis e porque nem todas as relações no ecossistema são entendidas, a que acresce que não se conhecem os limiares não lineares para transições entre fases do sistema.
No que respeita às florestas de algas, as grandes questões de preocupação incluem a poluição marinha e a qualidade da água, apanha de macroalgas e a condução das pescarias a elas associadas, a dinâmica das espécies invasoras, e a mudança climática. A ameaça mais premente à preservação das florestas de algas parede ser a sobrepesca nos ecossistemas costeiros, que ao conduzir à remoção dos predadores situados nos níveis tróficos mais elevados, facilita a mudança destes ecossistemas para zonas depauperadas de grande algas que acabam dominadas por ouriços-do-mar (formando os denominados urchin barrens).
A manutenção da biodiversidade é reconhecida como uma maneira de estabilizar os ecossistemas, e de garantir a sustentabilidade dos serviços ecossistémicos que a economia deles obtém, por meio de mecanismos como a compensação funcional e redução da susceptibilidade a invasão biológica por espécies invasoras exóticas.
Em muitos lugares, as entidades encarregues da conservação da natureza e dos recursos naturais optaram por regular a apanha de algas, ao mesmo tempo que regulam a apanha de espécies directa ou indirectamente associadas às florestas de algas, proibindo ou restringindo a sua captura ou pesca.
Embora possam ser eficazes em alguns aspectos, as medidas de restrição da captura ou pesca não protegem necessariamente a totalidade do ecossistema. O estabelecimento e manutenção de áreas marinhas protegidas (AMP's) oferece uma solução única que abrange não apenas as espécies-alvo da apanha, mas também as interacções que as cercam e o ambiente local como um todo. Os benefícios directos para a pesca do estabelecimento de áreas marinhas protegidas (por exemplo, efeitos de transbordamento) estão bem documentados em todo o mundo. Benefícios indirectos também foram demonstrados em vários casos, incluindo espécies de grande valor económico como o abalone (Haliotis spp.) e vários peixes nas costas do centro da Califórnia. Ainda mais relevante é a constatação de que as áreas marinhas protegidas podem ser eficazes na protecção dos ecossistemas existentes de florestas de algas e também podem permitir a regeneração daqueles que foram afectados e se encontram depauperados ou reduzidos a bancos isolados dispersos numa paisagem dominada por ouriços-do-mar.